# Callapoecoides alboscutellaris
Callapoecoides alboscutellaris là một loài bọ cánh cứng trong họ Cerambycidae.